# Liaquat Bagh

Liaquat Bagh (em urdu: لیاقت باغ ; em português, "Parque Liaquat"), também conhecido como Liaquat National Bagh, é um famoso parque da cidade de Rawalpindi, no Paquistão. O parque, anteriormente chamado "Parque Municipal", foi renomeado Liaquat por ter sido o local do assassinato do primeiro-ministro paquistanês Liaquat Ali Khan, em 16 de outubro de 1951.
Em 27 de dezembro de 2007, a ex-primeira-ministra Benazir Bhutto também foi morta ao sair de um comício no local.